# Битва на Клязьме
Битва на Клязьме — битва междоусобной войны в Великом княжестве Московском, произошедшая 25 апреля 1433 года на берегах Клязьмы в районе современного Щёлкова. Состоящее в значительной степени из ополчения войско Василия II, впоследствии прозванного Тёмным, сошлось в бою с ратью его дяди, князя звенигородского и галицкого Юрия Дмитриевича, претендовавшего на великокняжеский титул. Численно превосходящее войско Юрия Дмитриевича одержало победу над ратниками восемнадцатилетнего великого князя, которые были, согласно Симеоновской летописи, нетрезвыми.
После битвы Юрий Дмитриевич двинулся на Москву и занял её. Василий II бежал в Тверь, где его не приняли. Вскоре он был схвачен воинами Юрия Дмитриевича. Однако из-за ощущения Юрием непрочности своего великого княжения он предпочёл примириться с Василием II, вернув ему престол в обмен на отнятый последним Дмитров.